# Con Cora Tour
Con Cora Tour es una gira musical de la cantante colombiana Karol G. 
Durante una visita a su país natal Colombia, Karol G dio inicio a esta gira especial, la cual se hace para, además de llevar alegría a poblaciones vulnerables, analizará las necesidades específicas de cada lugar y territorio y así dar esperanza a las comunidades.

## Fechas
| Fecha                   | Ciudad  | País     | Recinto                                         | Fuente |
| ----------------------- | ------- | -------- | ----------------------------------------------- | ------ |
| 24 de noviembre de 2023 | Ibagué  | Colombia | Complejo Carcelario y Penitenciario de Ibagué   | [ 3 ]  |
| 27 de noviembre de 2023 | Cali    | Colombia | Unidad de pediatría de la Clínica Valle de Lili | [ 4 ]  |
| 27 de noviembre de 2023 | Jamundí | Colombia | Cárcel de Jamundí                               | [ 4 ]  |